# 자격루
자격루(自擊漏)는 조선 세종 때의 물시계로, 자동으로 시간마다 종이 울리도록 한 국가 표준시계이다. 장영실과 김조 등이 2년 간 제작하여 세종 16년 (1434년) 8월 5일 (음력 7월 1일) 완성·발표하였다. 이후 중종 31년에 이전의 자격루를 개량하여 다시 제작하였으며, 이들은 경복궁과 창덕궁의 보루각에서 보관되었다. 그중 중종 때의 자격루가 일제강점기와 한국전쟁을 거치면서 일부가 보존되어 1985년 8월 9일 대한민국의 국보 제229호로 지정되었다. 국보로 지정된 창경궁 자격루는 일제가 1938년에 덕수궁 광명문으로 옮겨 전시하다가, 광명문의 원 위치 이전에 따라 복원 및 보수 작업을 거쳐 국립고궁박물관으로 이전되어 전시 중이다.

## 개요
1434년 (세종 16년) 해시계인 앙부일구보다 3개월 빨리 내놓은 시계로, 흐린 날이나 밤에는 제 역할을 하지 못하는 해시계와는 달리 하루 종일 소리로 시간을 알려주는 시계 장치였다. 조선왕조실록에는 자격궁루, 수루, 자격 등의 명칭으로 언급된다.
자격루는 물의 증감을 통해 일정량이 모이면, 쇠구슬을 굴려 정해진 시간에 종과 북, 징이 저절로 울리도록 하는 물시계이다. 1433년(조선 세종 15년) 장영실 등에 의해 처음 제작되었다. 장영실은 이 공으로 관노의 신분에서 호군으로 격상되었다.
그러나 정밀함이 떨어져 다시 제작되었으며, 1434년(세종 16년) 8월 5일(음력 7월 1일)부터 비로소 가동을 하였다. 경회루 남쪽에 보루각이라는 세 칸의 집을 만들고, 설치를 하여 사용하였다.
문종 때 고장나고, 단종 때에는 기존의 것을 보수하지 못하고 포기하였으며, 현재 일부 남아 있는 것은 1536년(중종 31)에 장인 박세룡(朴世龍)이 다시 제작한 것이다. 이는 창경궁 자격루 또는 보루각 자격루라고도 불리며 후에 1985년 국보 제229호 지정되었다. 현재는 2018년부터의 보존작업을 통해 2020년부터 국립고궁박물관에서 전시 중이다.

## 원리
위에는 물을 흘려보내는 파수호(播水壺)를 놓고, 아래에는 물을 받는 수수호(受水壺)를 놓는다. 단지 중간에 길이 3.5m, 너비 18cm, 깊이 12cm의 네모진 나무를 꽂아 물이 흘러가게 한다.
왼쪽에는 동판(銅板)을 설치하여, 판면에는 구멍 12개를 뚫어서 탄환만한 구리구슬을 받도록 한다. 오른쪽에도 동판을 설치하고, 판면에는 25개의 구멍을 뚫어, 계란만한 큰 구리 구슬을 왼쪽과 같이 받게 한다. 판(板)은 모두 12판인데, 절기에 따라 맞춰 쓴다.
파수호에서 흘러내린 물이 수수호에 내려서 모이면, 떠 있던 살대(浮箭)가 점점 올라와서 시간에 따라, 왼쪽 동판(銅版) 구멍의 기계를 건드려, 작은 구리 구슬이 떨어져 내려서 구리 통에 굴러 들어가게 된다. 구멍을 따라 떨어져서 그 기계를 건드리면, 기계가 열리고, 큰 구슬이 떨어져 자리 밑에 달린 짧은 통에 굴러 들어가서 떨어지면서 숟가락 같은 기계를 움직인다. 그러면 기계의 한 끝이 통 안으로부터 자동으로 시간을 맡은 십이지신의 팔을 쳐 종이 울리게 된다. 경점도 원리는 동일하며, 종이 아니라 북을 올리고, 초점(初點)은 징을 울리게 된다.
지금 남아 있는 물시계는 쇠구슬이 굴러 조화를 이루던 부분이 없어진 채, 물통 부분들만 남아 있다. 청동으로 된 파수호는 지름 93.5cm, 높이 70cm이며, 수수호는 지름 46cm, 높이 40.5cm이다. 수수호가 놓였던 돌 받침대는 창경궁 명정전 뒤에 2개가 남아 있다고 한다.

## 같이 보기
- 장영실
- 앙부일구